# Чаплык (деревня)
Чаплык — деревня в Тюменском районе Тюменской области России. Входит в состав Успенского муниципального образования. Сибирско-татарское название деревни - Цаплык. 

## География
Деревня находится на юго-западе Тюменской области, в пределах юго-западной части Западно-Сибирской низменности, на берегах реки Чаплык, на расстоянии примерно 52 километров (по прямой) к юго-западу от города Тюмени, административного центра области и района.

### Климат
Климат резко континентальный, с холодной продолжительной зимой и тёплым относительно коротким летом. Среднегодовая температура — 0,7 °C. Средняя температура воздуха самого холодного месяца (января) — −17,2 °C (абсолютный минимум — −46 °C); самого тёплого месяца (июля) — 17,8 °C (абсолютный максимум — 39 °С). Безморозный период длится 121 день. Среднегодовое количество атмосферных осадков составляет 470 мм, из которых 365 мм выпадает в тёплый период. Продолжительность залегания снежного покрова составляет в среднем 151 день.

### Часовой пояс
Деревня Чаплык, как и вся Тюменская область, находится в часовой зоне МСК+2. Смещение применяемого времени относительно UTC составляет +5:00.

## Население
| 2010 |
| ---- |
| 153  |

## Инфраструктура
В деревне 7 улиц: Зелёная, Центральная, Лесная, 3-й Лесной переулок, Центральный переулок, 2-й Лесной переулок,1-й Лесной переулок.

## Достопримечательности
Памятник Павшим воинам в годы Великой Отечественной войны